# Jimmy Bruen
James Bruen (Belfast, 1920 - 1972) was een golfer uit Ierland. Hij werd Jimmy genoemd.

## Biografie
Jimmy Bruen werd in Belfast geboren maar groeide in Cork op. Als 11-jarige speelde hij met zijn vader. Toen hij 16 was, won hij het nationale kampioenschap voor junioren.
In 1938 speelde hij voor het eerst in de Walker Cup. Het was de 11de editie en de eerste tien edities waren door de Amerikanen gewonnen. De toen 18-jarige Jimmy Bruen was ervan overtuigd dat zijn team niet opnieuw hoefde te verliezen. Hij speelde in de eerste foursome met Harry Bentley en nadat ze eerst -3 stonden eindigde zijn partij in all square. Uiteindelijk won zijn team met 7-4. Na de oorlog speelde hij nog vier keer in de Walker Cup.
In 1939 schreef hij tijdens het Iers Open met een score van 66 het baanrecord van de Royal County Down Golf Club op zijn naam. Pas in 2015 bracht  Tyrrell Hatton tijdens het Iers Open dezelfde score binnen.
Ook het Brits amateurkampioenschap werd in zijn tijd vaak door Amerikanen gewonnen. In 1946 werd hij Brits Amateur nadat hij Robert Sweeny in de finale op de Royal Birkdale Golf Club had verslagen.
In 1946 moest hij aan zijn pols geopereerd worden.  Sindsdien speelde hij weinig golf, en hij stopte na de 1951 Walker Cup.

## Bruen loop
Er is veel over zijn swing geschreven, en Henry Cotton heeft enkele foto's daarvan in zijn boek opgenomen. Zijn swing had allerlei extra bewegingen die het moeilijk maken om elke keer hetzelfde te doen. Hij had ook een 'loop', een lus, in zijn swing. Hoewel hij naar Henry Cotton ging om een 'normale' swing te krijgen, heeft deze dat afgeraden. want hij raakte de bal goed. 

## Gewonnen

### Individueel
- 1936: Nationaal Kampioenschap Junioren
- 1937: Nationaal Kampioenschap, Silver Cup (beste amateur bij het Brits Open in Aberdeen), Iers amateurkampioenschap
- 1946: Brits amateurkampioenschap

### Teams
- Walker Cup: 1938, 1947, 1949, 1959, 1951